# Regen (hoorspel)
Regen is een hoorspel van Frank Herzen. De VARA zond het uit op woensdag 23 januari 1974, van 16:03 uur tot 16:20 uur. De regisseur was Ad Löbler.

## Rolbezetting
- Ton Lensink (Tobias)
- Fé Sciarone (Carla)
- Jos Lubsen (de jongeman)
- Willy Ruys (de dokter)

## Inhoud
Een man, Tobias, zit in een leunstoel voor het raam naar de regen te kijken. Hij praat in zichzelf. Hij wordt steeds meer gefascineerd door de omlaag vallende druppels aan de andere kant van de ruit. Ze vallen in zijn gedachtewereld samen met zijn herinneringen, die hem de baas worden. Hij moet blijven kijken, zich alles weer herinneren. Hoe hij zijn vrouw in de steek heeft gelaten, hoe hij niet is komen opdagen bij de bruiloft van zijn dochter, hoe hij de vraag van zijn zoon nooit heeft kunnen beantwoorden: “Waarom ben je toen weggegaan, vader? Je kan het mij wel zeggen, vader. Ik ben nu oud genoeg.” De herinneringen blijven in zijn hoofd rondtollen. Het bezoek aan zijn arts: “Ik schrijf een recept voor u uit. Er verkeren er meer in uw omstandigheden, meneer.” De herinneringen stapelen zich weer op. Vooral het beeld van Carla komt bovendrijven, is het minst vergeten. Dit hoorspel biedt een blik achter de ruit in het leven van iemand die niet meer tegen zijn  herinneringen is opgewassen…